# Zwergseeskorpion
Der Zwergseeskorpion (Micrenophrys lilljeborgii) ist eine im europäischen Nordatlantik lebende Fischart aus der Familie der Dickkopf-Groppen (Psychrolutidae). Sein Verbreitungsgebiet reicht vom Weißen Meer und Island bis zum Ärmelkanal, der Nordsee sowie in das Skagerrak und Kattegat an der dänischen Küste.

## Merkmale
Der Zwergseeskorpion besitzt einen bulligen, keulenförmigen und hochrückigen Körper mit großem und gepanzertem Kopf. Er erreicht eine maximale Körperlänge von nur 7,4 Zentimetern und ist damit deutlich kleiner als beispielsweise der Seeskorpion (Myoxocephalus scorpius) mit durchschnittlich 30 Zentimetern und maximal 60 Zentimetern. Der Kopf besitzt ein großes, sehr breites und endständiges Maul. Er ist wie bei verwandten Arten gepanzert während die Vorderkiemendeckel jeweils zu einem langen Stachel auslaufen. Der Rücken und die Flanken sind braun bis olivfarben und besitzen 4 dunkle Querbalken, der Kopf ist grau bis gelb. In der Paarungszeit besitzen die Männchen auf den Flanken rote Flecken.
Die Brustflossen sind groß und flächig ausgebildet. Die Bauchflossen sind brustständig und die Rückenflosse ist deutlich zweiteilig. Die vordere Rückenflosse besteht aus 8 bis 9 Hartstrahlen, die zweite aus 11 bis 12 Weichstrahlen. Die Afterflosse besitzt 6 bis 9 Weichstrahlen und die Brustflosse 15 bis 16 Weichstrahlen.

## Verbreitung
Das Verbreitungsgebiet des Zwergseeskorpions reicht vom Weißen Meer und Island sowie Norwegen bis zum Ärmelkanal, der Nordsee sowie in das Skagerrak und Kattegat an der dänischen Küste.

## Lebensweise
Der Fisch lebt vor allem auf Sand- und Geröllboden und zwischen Algen in 20 bis 100 Tiefe, wo er sich vor allem von Kleinkrebsen ernährt. Gelegentlich dringt er auch ins Brackwasser in Flussmündungen vor.
Die Laichzeit fällt in den März bis April am Meeresgrund. Die etwa 2 Millimeter großen Eier besitzen eine Ölkugel und werden in Klumpen abgelegt. Die Larven sind pelagisch.

## Belege
1. 1 2 3 4 5  Andreas Vilcinskas: Fische - Mitteleuropäische Süßwasserarten und Meeresfische der Nord- und Ostsee. BLV Verlagsgesellschaft, München 2000; S. 162. ISBN 3-405-15848-6.
2. 1 2 3  Zwergseeskorpion auf Fishbase.org (englisch)